# Atherstone
Atherstone – miasto i civil parish w Wielkiej Brytanii, w Anglii, w regionie West Midlands, w hrabstwie Warwickshire, w dystrykcie North Warwickshire. W 2011 roku civil parish liczyła 8670 mieszkańców.
W tym mieście ma swą siedzibę klub piłkarski – Atherstone Town F.C. Atherstone jest wspomniana w Domesday Book (1086) jako Aderestone.